# Abergavenny
Abergavenny (walisisk: Y Fenni, arkaisk Abergafenni der betyder "munden på Gavenny") er en købstad og community i Monmouthshire, Wales. Abergavenny blev udnævnt til Gateway to Wales; den ligger omkring 10 fra grænsen med England, og hvor A40 og A465 Heads of the Valleys mødes.

Byen blev grundlagt, da der blev opført et romersk fort, Gobannium, under romersk Britannien. I middelalderen voksede byen, og der blev opført en bymur, da det var en vigtig by i Welsh Marches. Byen indeholder rester af en middelalderborg, Abergavenny Castle, der blev opført kort efter den normanniske invasion af Wales.
Abergavenny ligger, hvor floden Usk flyder sammen med Gavenny. Den er næsten fuldstændigt omgivet af bjerge og bakker; Blorenge (559 moh.) Sugar Loaf (596 m), Ysgyryd Fawr (Great Skirrid), Ysgyryd Fach (Little Skirrid), Deri, Rholben og Mynydd Llanwenarth, der kendt lokalt som "Llanwenarth Breast". Abergavenny provides access to the nearby Black Mountains and the Brecon Beacons National Park. Marches Way og Beacons Way løber igennem Abergavenny, mens Offa's Dyke Path går igennem Pandy omkring 8 km mod nord og Usk Valley Walk gennem den nærliggende landsby Llanfoist.
I 2011 havde Abergavenny, inklusive de seks omkringliggende smålandsbyer Lansdown, Grofield, Castle, Croesonen, Cantref og Priory)  12.515 indbyggere. I 2016 blev National Eisteddfod of Wales afholdt i Abergavenny.